# 米戈沃
49°33′3″N 22°42′57″E / 49.55083°N 22.71583°E
米戈沃（烏克蘭語：Мігово），是烏克蘭西部的村莊，隸屬利維夫州的桑比爾區。該村處於維爾瓦河畔，面積1.46平方公里，海拔高度371米，2015年人口543。